# Łojewka
Łojewka – część wsi Liliopol w Polsce, położona w województwie łódzkim, w powiecie kutnowskim, w gminie Dąbrowice.
W latach 1975–1998 Łojewka administracyjnie należała do województwa płockiego.